# Jüdischer Friedhof Gissigheim

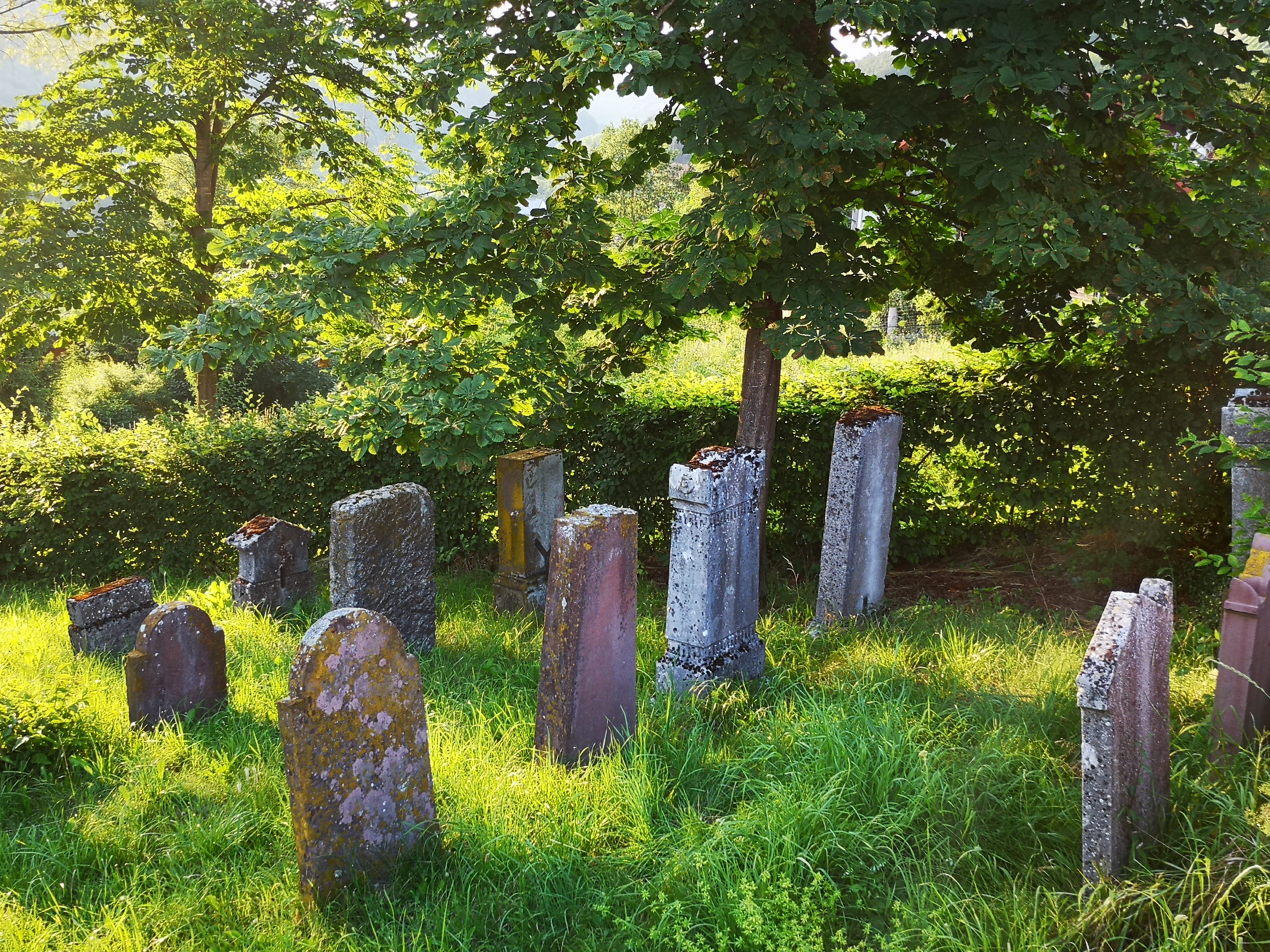
Jüdischer Friedhof in Gissigheim

Der Jüdische Friedhof Gissigheim ist ein jüdischer Friedhof in Gissigheim, einem Ortsteil der Gemeinde Königheim im Main-Tauber-Kreis im nördlichen Baden-Württemberg. Der jüdische Friedhof ist ein Kulturdenkmal der Gemeinde Königheim.

## Geschichte
Die Toten der jüdischen Gemeinde Gissigheim wurden bis 1875 zunächst auf dem jüdischen Friedhof Külsheim beigesetzt. Um 1875 wurde ein eigener Friedhof am Eulenberg errichtet, der am Tannenweg liegt (Flurstück 10504). Der jüdische Friedhof hat eine Fläche von 4,12 Ar; heute sind noch 14 Grabsteine vorhanden. Der älteste Grabstein ist von 1878 und der jüngste von 1919. Die letzte Bestattung fand 1927 statt.
Im Jahr 1987 wurden vom Zentralarchiv zur Erforschung der Geschichte der Juden in Deutschland Fotos von allen Grabsteinen erstellt. Unter Verwendung dieser Fotos wurde 1991 eine Grunddokumentation des jüdischen Friedhofs durch das Landesamt für Denkmalpflege Baden-Württemberg erstellt.